# Гојко Божовић

Гојко Божовић (1972) српски је песник, књижевни критичар, есејиста, издавач. Бави се приређивачким и уредничким радом. Оснивач и главни уредник издавачке куће „Архипелаг” и Београдског фестивала европске књижевности. Потпредседник Српског ПЕН центра. Живи у Београду.

## Дела

### Књиге песама
- Подземни биоскоп (1991)
- Душа звери (1993)
- Песме о стварима (1996)
- Архипелаг(2002)
- Елементи (2006)
- Оближња божанства (2012)
- Мапа (2017)
- Тиха зверка поднева (изабране песме и хронике, 2019)
- Док тонемо у мрак (2021)

### Књиге есеја
- Поезија у времену. О српској поезији друге половине 20. века (2000)
- Места која волимо. Есеји о модерној српској поезији (2009)
- Књижевност и дани (2018)
- Краљевства без граница. Есеји о српској поезији XX и XXI века (2019)
- Играчке судбине. Есеји о српској књижевности: XIX-XXI век (2020)
- Биографије и ожиљци. Киш, Пекић, Тишма (2022)
- Настанак песме (2023)
- Негде између епоха. Есеји о српској прози друге половине XX века и првих деценија XXI века (2024)

### Приређивач
- Антологија новије српске поезије (2005, 2007)
- Place We Love. An Anthology of Contemporary Serbian Poetry (2006, 2011)
- Свет око нас. Антологија савремене српске приче о европским градовима (2009, 2018)